# Micii meșteri mari
Micii meșteri mari este un film românesc din 1975 regizat de Ervin Szekler.